# كريسة الشرقية
كريسة الشرقية هي قرية فلسطينية تقع على بعد سبعة كيلومترات إلى الغرب من محافظة الخليل جنوب الضفة الغربية. وفقا ل الجهاز المركزي للإحصاء الفلسطيني كان عدد سكان القرية 2,276 في منتصف العام 2006.